# 武豊町立衣浦小学校
武豊町立衣浦小学校（たけとよちょうりつ きぬうらしょうがっこう）は、愛知県知多郡武豊町にある公立小学校。

## 概要
- 一号地、旭ヶ丘1-3丁目、石田、後田、後畑、大屋敷、会下、ヲヲガケ、上原、上起、川脇、川尻、草口、北新田、北小松谷の一部、楠1丁目の一部、楠2-5丁目、熊野、向陽1-5丁目、里中、嶋田、下田、下原、下起、瀬木、甚田、 大門田、田崎、多賀2丁目の一部、多賀3-7丁目、土穴、忠白田、道崎の一部、道崎田、道仙田、長尾山の一部、長峰、西田崎、廻間、白山、原田、 原屋敷、平海道、掘割、前畑、南起、南中根の一部、明神戸の一部、向田、迎戸の一部、目堀、山起、四畝、六貫山1-5丁目、大字東大高（熊野後、熊野西、清水、西長峰、塔ノ下の一部、酉首の一部、中池下の一部）が校区である。
- 公立中学校の場合の進学先は武豊町立武豊中学校及び武豊町立富貴中学校である[1]。

## 沿革
- 1970年（昭和45年）
  - 4月 - 武豊町立武豊小学校、武豊町立富貴小学校から分離し、武豊町立衣浦小学校として開校する。
  - 5月 - 校舎を増築する。
  - 12月 - 校舎を増築する。
- 1971年（昭和46年） - 体育館が完成する。
- 1979年（昭和54年）4月 - 校区の一部が新設の武豊町立緑丘小学校に移る。
- 1975年（昭和55年） - プールが完成する。
- 2019年（令和元年）11月29日 - 創立50周年記念式典を行う。

## 交通アクセス
- 名古屋鉄道河和線知多武豊駅下車、徒歩約12分。
- 武豊町コミュニティバス青ルート「グリーンセンター」バス停より徒歩約5分。

## 周辺施設
- 愛知県立武豊高等学校
- 武豊町立武豊中学校
- 武豊町立富貴中学校
- わかば保育園
- おおあし児童館
- 武豊町役場
- 武豊町民会館（ゆめたろうプラザ）
- 武豊町地域交流施設
- MEGAドン・キホーテUNY武豊店
- 名鉄河和線知多武豊駅